# Gustavo Krause
Gustavo Krause Gonçalves Sobrinho (Vitória de Santo Antão, 19 de junio de 1946) es un político brasileño, afiliado al DEM.  Fue gobernador de Pernambuco y alcalde de Recife.

## Biografía
Gustavo Krause es abogado, especializado en Derecho Tributario, y consultor de empresas. Su hija, Priscila Krause, es diputada provincial de Pernambuco.

## Trayectoria
En 1979, fue nombrado por el entonces gobernador Marco Maciel, alcalde del Recife, cargo que ocupó hasta 1982. En el ayuntamiento, realizó muchas obras importantes, principalmente en las áreas de la periferia. Pero el mayor logro de su gestión como alcalde fueron los llamados "barracões" del ayuntamiento, en las áreas pobres del municipio, que eran "centros de atenciones social" con médicos, ingenieros y varios servidores que atendían a la comunidad.
Elegido por voto directo vicegobernador de Pernambuco en la lista encabezada por el exvicegobernador Roberto Magalhães (PDS), asumió el puesto de gobernador de 1986 a 1987, tras la retirada de Magalhães, para disputar más tarde la elección de senador. En 1988, fue elegido concejal de Recife.
En 1990, fue elegido diputado federal por el estado de Pernambuco. Asumió el Ministerio de la Hacienda de Brasil, durante el gobierno Itamar Franco. Tomó posesión el 2 de octubre y dejó el ministerio el 16 de diciembre de 1992, solo dos meses después.
En 1994, disputó y perdió frente a Miguel Arraes, la elección de gobernador de Pernambuco.
En el primer mandato del presidente Fernando Henrique Cardoso (1995 - 1999), asumió el Ministerio del Desarrollo Urbano y del Medio ambiente. Actualmente es consejero político del DEM. Fue suplente del senador Marco Maciel, por Pernambuco, de 2003 hasta 2011.
Tras su paso por la política, ha sido comentarista político.